# Костанді Леонід Васильович
Леоні́д Васи́льович Коста́нді (рос. Леонид Васильевич Костанди; 20 вересня 1883, Одеса — 1 квітня 1921) — офіцер російської армії. Полковник. Діяч білого руху. Автор записок «Від Ревеля до Збруча», присвячених початковому перебігу Першої світової війни.